# Stílpon Kyriakídes
Stílpon Kyriakídes (em grego: Στίλπων Κυριακίδης; Comotini, 25 de outubro de 1887 - Salonica, 18 de março de 1964) foi um historiador folclorista grego, conhecido como criador do "método histórico" do folclore grego. Em 1926, foi nomeado professor da Universidade de Salonica na "Cadeira de religião, vida privada e folclore dos gregos antigos". Atualmente tanto em Comotini e Salonica há uma rua chamada "Stíponos Kyriakides" em sua homenagem. A filha de Kyriakides é Álki Kyriakídou-Néstoros, que também foi professora universitária e folclorista (sucedendo seu pai em seu cargo na mesma universidade).

## Biografia
Stílpon Kyriakídes nasceu em Comotini em 25 de novembro de 1887, filho único do médico Paraskev̱á Kyriakídi e da professora Foteinís Psáltou. Iniciou seus estudos em Comotini e Salonica e, em 1907, ingressou na Universidade de Atenas. Naquele ano, o professor Nikolaos Politis (professor de arqueologia e mitologia grega, considerado o "pai" da ciência do folclore na Grécia) lecionava na universidade, e Kyriakídes frequentou suas palestras. Em 1911, lecionou na Escola de Zosimaia, em Janina, e entre 1912-1914 tornou-se diretor do Ginásio Pancipriano em Nicósia, Chipre. Em 1914, comprometeu-se em elaborar o Dicionário Histórico da Língua Grega e, em 1918, era o gerente do recém-fundado Arquivo Folclórico da Academia de Atenas, fundado por Nikolaos Politis.
Em 1926, foi nomeado como professor da Universidade de Salonica, mantendo o posto até sua aposentadoria em 1957. A sede da universidade foi nomeada "Presidente da religião, vida privada e folclore dos gregos antigos". Naquela época, os estudos de folclore na Grécia tinham interesse antiquário e Kyriakídes promoveu a preservação da cultura tradicional do norte da Grécia. Ao lado de sua posição acadêmica na Universidade de Salonica, ele continuou a organização do arquivo folclore. Durante sua carreira universitária, atuou três vezes bedel de filosofia e duas vezes reitor (1934 e 1942) da Universidade de Salonica. Stílpon Kyriakídes também foi membro fundador da Sociedade de Estudos Macedônios.